# Ніколас (округ, Кентуккі)
Шаблон:StateAbbr_ 38°20′ пн. ш. 84°01′ зх. д. / 38.34° пн. ш. 84.01° зх. д.
Округ  Ніколас (англ. Nicholas County) — округ (графство) у штаті  Кентуккі, США. Ідентифікатор округу 21181.

## Історія
Округ утворений 1799 року.

## Демографія
За даними перепису 
2000 року 
загальне населення округу становило 6813 осіб, усе сільське.
Серед мешканців округу чоловіків було 3296, а жінок — 3517. В окрузі було 2710 домогосподарств, 1952 родин, які мешкали в 3051 будинках.
Середній розмір родини становив 2,92.
Віковий розподіл населення поданий у таблиці:
| Стать    | До 15 років | 15-21 | 22-29 | 30-39 | 40-49 | 50-65 | 65-85 | Понад 85 |
| -------- | ----------- | ----- | ----- | ----- | ----- | ----- | ----- | -------- |
| Чоловіки | 697         | 309   | 327   | 504   | 463   | 583   | 370   | 43       |
| Жінки    | 620         | 298   | 340   | 497   | 522   | 606   | 523   | 111      |

## Суміжні округи
- Робертсон — північ
- Флемінґ — північний схід
- Бат — південний схід
- Бурбон — південний захід
- Гаррісон — північний захід

## Виноски
1. ↑  U.S. Decennial Census. United States Census Bureau. Архів оригіналу за 19 липня 2018. Процитовано 19 серпня 2014.
2. ↑  Historical Census Browser. University of Virginia Library. Архів оригіналу за 11 серпня 2012. Процитовано 19 серпня 2014.
3. ↑  Population of Counties by Decennial Census: 1900 to 1990. United States Census Bureau. Архів оригіналу за 13 жовтня 2014. Процитовано 19 серпня 2014.
4. ↑  Census 2000 PHC-T-4. Ranking Tables for Counties: 1990 and 2000 (PDF). United States Census Bureau. Архів оригіналу (PDF) за 18 грудня 2014. Процитовано 19 серпня 2014.
5. ↑  State & County QuickFacts. United States Census Bureau. Архів оригіналу за 7 червня 2011. Процитовано 6 березня 2014.(англ.) Наведено за англійською вікіпедією.
6. ↑  American FactFinder. Бюро перепису населення США. Архів оригіналу за 26 лютого 2012. Процитовано 31 січня 2008.

| США | Це незавершена стаття з географії США. Ви можете допомогти проєкту, виправивши або дописавши її. |